# Gado Bravo
Pour les articles homonymes, voir Gado (homonymie).
Gado Bravo est une ville brésilienne du sud-est de l'État de la Paraíba.
Sa population était estimée à 8 236 habitants en 2007. La municipalité s'étend sur 192 km2.